# مارسیو رودریگز
مارسیو رودریگز (به پرتغالی: Márcio Rodrigues) هافبک اهل برزیل است که در شهر سائوپائولو و در تاریخ ۲۰ دسامبر ۱۹۷۸ به دنیا آمده‌است.
مارسیو رودریگز در تیم‌های فوتبال سائو کائتانو سابقهٔ حضور دارد.